# Labastide-Rouairoux
Labastide-Rouairoux – miejscowość i gmina we Francji, w regionie Oksytania, w departamencie Tarn.
Według danych na rok 1990 gminę zamieszkiwało 2027 osób, a gęstość zaludnienia wynosiła 86 osób/km² (wśród 3020 gmin regionu Midi-Pireneje Labastide-Rouairoux plasuje się na 176. miejscu pod względem liczby ludności, natomiast pod względem powierzchni na miejscu 452.).